# Stavkirke de Torpo
La stavkirke de Torpo, située entre Geilo et Gol, présente un style différent et plus simple que celui des stavkirker comme Heddal ou Borgund. Elle est dédiée à sainte Margaret et, selon des analyses dendrochronologiques, daterait d'après 1192 ; c'est la plus vieille stavkirke de la vallée de Hallingdal. Le porche sculpté et les peintures du plafond remontent au XIIIe siècle. Elle porte une inscription runique disant : « Torolf a construit cette église ».
Lorsque la nouvelle église fut construite en 1880 à proximité, des parties du chœur de la stavkirke furent réutilisées comme matériau de construction.

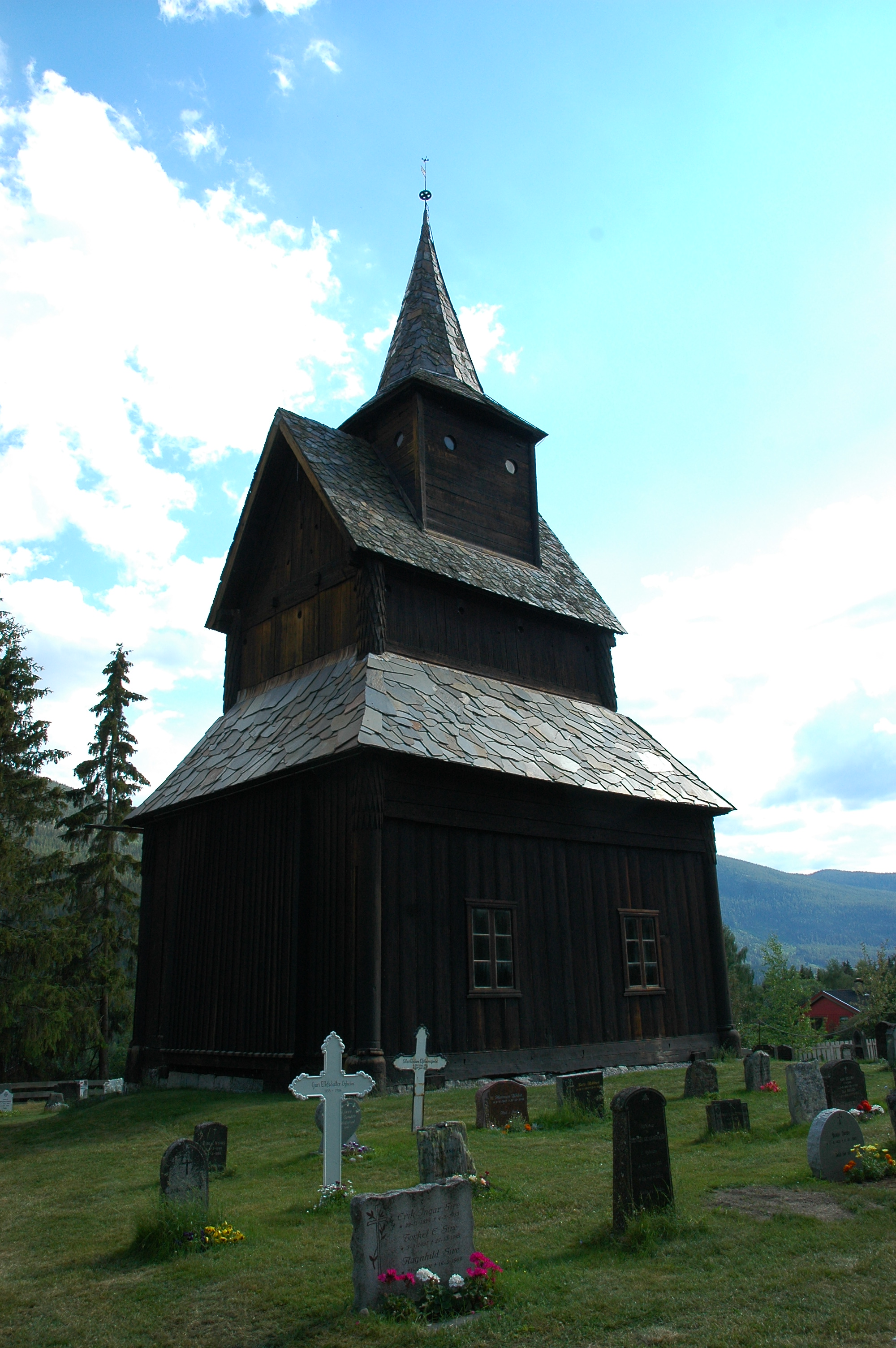
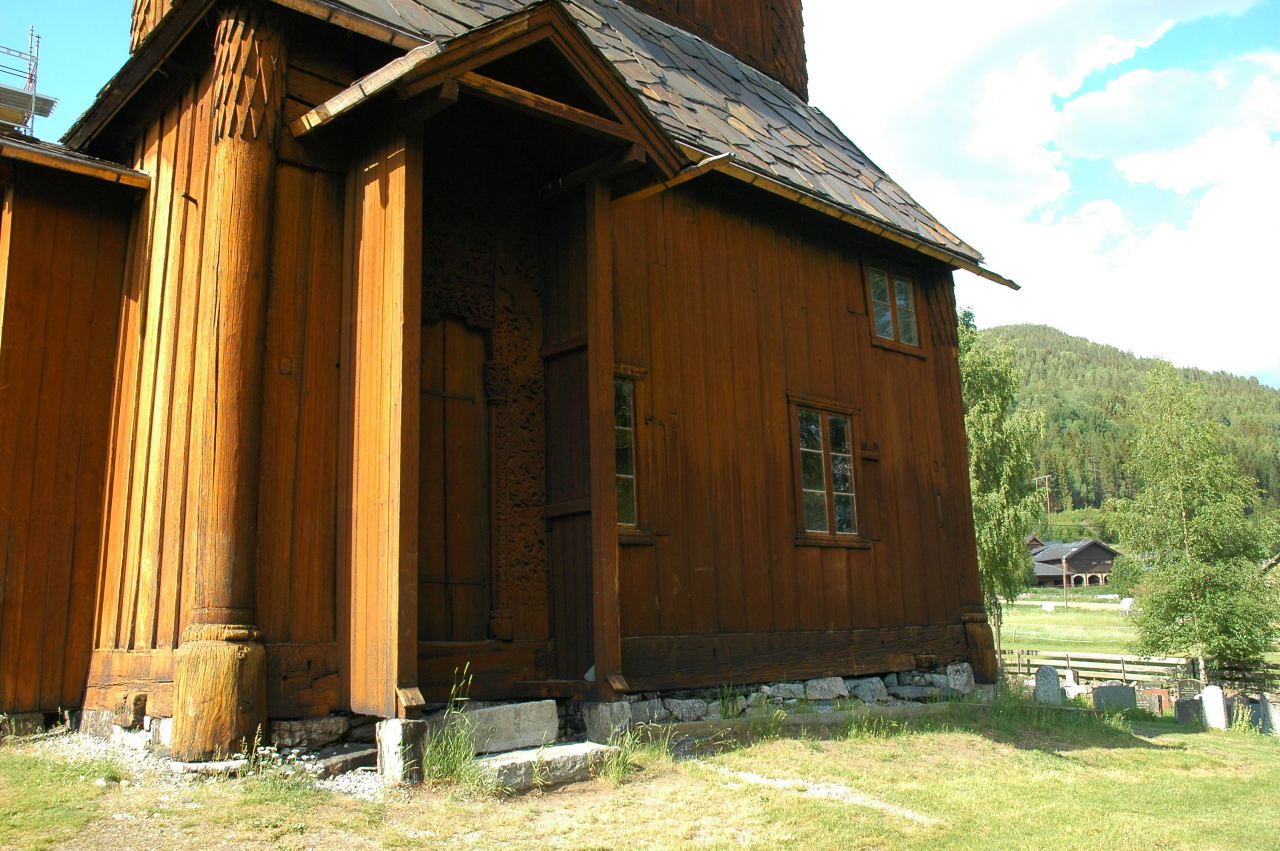
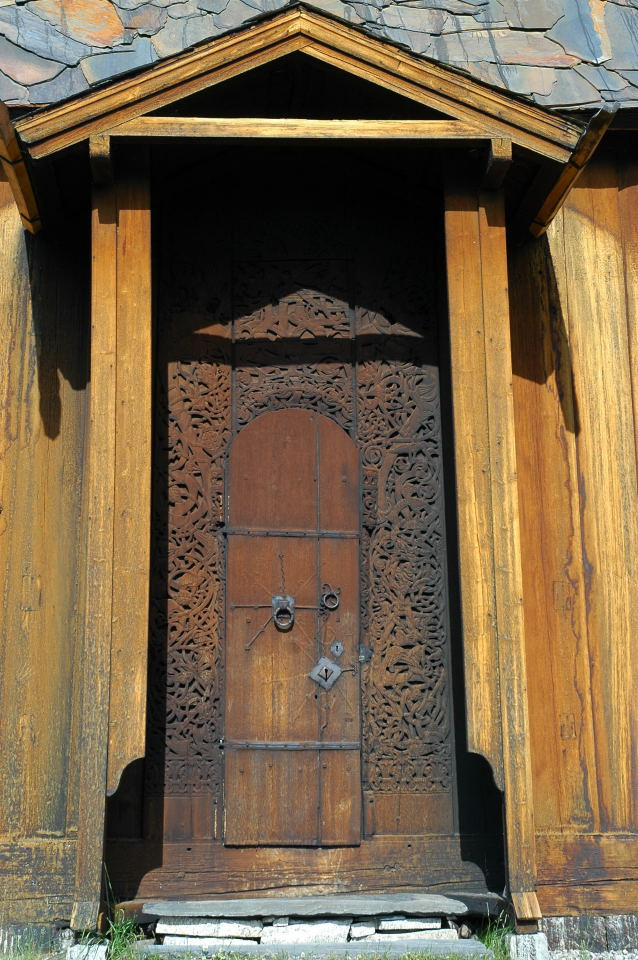